# Europejskie Siły Żandarmerii

Kraje członkowskie EUROGENDFOR

Europejskie Siły Żandarmerii (EUROGENDFOR, EGF) – europejskie siły żandarmerii powołane w 2006 roku.
Jednostki te powstały na mocy umowy między pięcioma krajami Unii Europejskiej (Francja, Włochy, Hiszpania, Portugalia i Holandia) – ich celem jest wypełnianie funkcji policji wojskowej na szczeblu ponadnarodowym, szczególnie w sytuacji kryzysów międzynarodowych. W dniu 17 grudnia 2008, zgodnie z decyzją Międzyresortowego Komitetu Wysokiego Szczebla (CIMIN), Rumuńska Żandarmeria została szóstym, pełnoprawnym członkiem organizacji. Od 2015 r. pełnoprawnym członkiem EUROGENDFOR jest również Polska.
ESŻ ma siedzibę we włoskim mieście Vicenza. Formacja liczy 800-900 żandarmów, z możliwością szybkiego uzupełnienia stanu osobowego w ciągu 30 dni, przede wszystkim w oparciu o francuską Gendarmerie i włoską Carabinieri, a także ich odpowiedniki z pozostałych krajów. Łączna liczba żandarmów w czasie kryzysu powinna wynieść ok. 2300 ludzi.
Propozycja utworzenia tych sił została wysunięta 3–4 października 2003 roku przez minister obrony Francji Michèle Alliot-Marie. Umowa została podpisana przez ministrów obrony pięciu krajów 17 września 2004 w Noordwijk, w Holandii.

Insygnia EUROGENDFOR
Herb
Flaga